# Національний стадіон Букіт-Джаліл
«Букіт-Джаліл Стедіум» (малай. Stadium Nasional Bukit Jalil) — мультиспортивний стадіон в Куала-Лумпурі, Малайзія, відкритий 11 липня 1998 року. Є найбільшим стадіоном Малайзії та у всій Південно-Східній Азії, вміщує 87 411 глядачів. Незмінно є ареною фінальних поєдинків Кубка і Суперкубка Малайзії з футболу.

## Історія
Побудований в 1998 році спеціально до Ігор Співдружності.
У 2007 році був однією з арен чемпіонату Азії з футболу, приймав 7 матчів турніру, включаючи півфінальний поєдинок між збірними Іраку і Південної Кореї (4:3, пен).

## Міжнародні матчі

### Чемпіонат АФФ 2004
| Дата           | Час (UTC+08) | Збірна #1     | Рахунок | Збірна #2     | Раунд               | Глядачів |
| -------------- | ------------ | ------------- | ------- | ------------- | ------------------- | -------- |
| 8 грудня 2004  | 18:00        | Філіппіни     | 0–1     | М'янма        | Груповий етап       | N/A      |
| 8 грудня 2004  | 20:45        | Малайзія      | 5–0     | Східний Тимор | Груповий етап       | N/A      |
| 10 грудня 2004 | 18:00        | Таїланд       | 1–1     | М'янма        | Груповий етап       | N/A      |
| 10 грудня 2004 | 20:45        | Малайзія      | 4–1     | Філіппіни     | Груповий етап       | N/A      |
| 12 грудня 2004 | 18:00        | Східний Тимор | 0–8     | Таїланд       | Груповий етап       | N/A      |
| 12 грудня 2004 | 20:45        | Малайзія      | 0–1     | М'янма        | Груповий етап       | N/A      |
| 14 грудня 2004 | 18:00        | Філіппіни     | 2–1     | Східний Тимор | Груповий етап       | N/A      |
| 14 грудня 2004 | 20:45        | Малайзія      | 2–1     | Таїланд       | Груповий етап       | N/A      |
| 16 грудня 2004 | 18:00        | М'янма        | 3–1     | Східний Тимор | Груповий етап       | N/A      |
| 3 січня 2005   | 20:00        | Малайзія      | 1–4     | Індонезія     | 2-ий матч півфіналу | N/A      |

### Кубок Азії з футболу 2007
| Дата          | Час (UTC+08) | Збірна #1  | Рахунок               | Збірна #2      | Раунд         | Глядачів |
| ------------- | ------------ | ---------- | --------------------- | -------------- | ------------- | -------- |
| 10 липня 2007 | 20:30        | Малайзія   | 1–5                   | КНР            | Груповий етап | 21,155   |
| 11 липня 2007 | 18:15        | Іран       | 2–1                   | Узбекистан     | Груповий етап | 1,863    |
| 14 липня 2007 | 18:15        | Узбекистан | 5–0                   | Малайзія       | Груповий етап | 7,137    |
| 15 липня 2007 | 18:15        | КНР        | 2–2                   | Іран           | Груповий етап | 5,938    |
| 18 липня 2007 | 20:30        | Малайзія   | 0–2                   | Іран           | Груповий етап | 4,520    |
| 22 липня 2007 | 18:15        | Іран       | 0–0 (д.ч.) (2–4 пен.) | Південна Корея | Чвертьфінал   | 8,629    |
| 25 липня 2007 | 18:15        | Ірак       | 0–0 (д.ч.) (4–3 пен.) | Південна Корея | Півфінал      | 12,500   |

### Чемпіонат АФФ 2010
| Дата           | Час (UTC+08) | Збірна #1 | Рахунок | Збірна #2 | Раунд               | Глядачів |
| -------------- | ------------ | --------- | ------- | --------- | ------------------- | -------- |
| 15 грудня 2010 | 20:00        | Малайзія  | 2–0     | В'єтнам   | 1-ий матч півфіналу | 45,000   |
| 26 грудня 2010 | 20:00        | Малайзія  | 3–0     | Індонезія | 1-ий матч пфіналу   | 98,543   |

### Чемпіонат АФФ 2012
| Дата              | Час (UTC+08) | Збірна #1 | Рахунок | Збірна #2 | Раунд               | Глядачів |
| ----------------- | ------------ | --------- | ------- | --------- | ------------------- | -------- |
| 25 листопада 2012 | 18:00        | Індонезія | 2–2     | Лаос      | Груповий етап       | N/A      |
| 25 листопада 2012 | 20:45        | Малайзія  | 0–3     | Сінгапур  | Груповий етап       | N/A      |
| 28 листопада 2012 | 18:00        | Індонезія | 1–0     | Сінгапур  | Груповий етап       | N/A      |
| 28 листопада 2012 | 20:45        | Лаос      | 1–4     | Малайзія  | Груповий етап       | N/A      |
| 1 грудня 2012     | 20:45        | Малайзія  | 2–0     | Індонезія | Груповий етап       | N/A      |
| 9 грудня 2012     | 20:00        | Малайзія  | 1–1     | Таїланд   | 1-ий матч півфіналу | N/A      |

### Юнацький (U-16) чемпіонат Азії 2018
| Дата            | Час (UTC+08) | Збірна #1 | Рахунок | Збірна #2   | Раунд         | Глядачів |
| --------------- | ------------ | --------- | ------- | ----------- | ------------- | -------- |
| 20 вересня 2018 | 16:30        | Малайзія  | 6–2     | Таджикистан | Груповий етап | 723      |
| 21 вересня 2018 | 16:30        | Іран      | 0–2     | Індонезія   | Груповий етап | 3,431    |
| 23 вересня 2018 | 16:30        | Таїланд   | 4–2     | Малайзія    | Груповий етап | 8,596    |
| 24 вересня 2018 | 16:30        | Індія     | 0–0     | Іран        | Груповий етап | 186      |
| 24 вересня 2018 | 20:45        | Індонезія | 1–1     | В'єтнам     | Груповий етап | 11,201   |
| 27 вересня 2018 | 11:00        | Малайзія  | 0–2     | Японія      | Груповий етап | 8,378    |
| 27 вересня 2018 | 16:30        | Ємен      | 5–1     | Йорданія    | Груповий етап | 531      |
| 27 вересня 2018 | 20:45        | Індія     | 0–0     | Індонезія   | Груповий етап | 11,388   |
| 30 вересня 2018 | 16:30        | Японія    | 2–1     | Оман        | Чвертьфінал   | 267      |
| 1 жовтня 2018   | 16:30        | Індонезія | 2–3     | Австралія   | Чвертьфінал   | 13,743   |
| 4 жовтня 2018   | 16:30        | Японія    | 3–1     | Австралія   | Півфінал      | 224      |
| 7 жовтня 2018   | 20:45        | Японія    | 1–0     | Таджикистан | Фінал         | 352      |

### Чемпіонат АФФ 2018
| Дата              | Час (UTC+08) | Збірна #1 | Рахунок | Збірна #2 | Раунд               | Глядачів |
| ----------------- | ------------ | --------- | ------- | --------- | ------------------- | -------- |
| 12 листопада 2018 | 20:45        | Малайзія  | 3–1     | Лаос      | Груповий етап       | 12,127   |
| 24 листопада 2018 | 20:30        | Малайзія  | 3–0     | М'янма    | Груповий етап       | 83,777   |
| 1 грудня 2018     | 20:45        | Малайзія  | 0–0     | Таїланд   | 1-ий матч півфіналу | 87,545   |
| 11 грудня 2018    | 20:45        | Малайзія  | 2–2     | В'єтнам   | 1-ий матч фіналу    | 88,482   |